# Campeonato Mundial de Baloncesto Femenino de 2014
El XVII Campeonato Mundial de Baloncesto Femenino se celebró en Turquía entre el 27 de septiembre y el 5 de octubre de 2014, bajo la organización de la Federación Internacional de Baloncesto (FIBA) y la Federación Turca de Baloncesto.
Un total de dieciséis selecciones nacionales de cinco confederaciones continentales compitieron por el título de campeón mundial, cuyo anterior portador era el equipo de los Estados Unidos, vencedor del Mundial de 2010. 
La selección de los Estados Unidos se adjudicó la medalla de oro al derrotar en la final al equipo de España con un marcador de 64-77, consiguiendo así España su mejor resultado en estos campeonatos y su segunda medalla, tras el bronce de la edición anterior. En el partido por el tercer puesto el conjunto de Australia venció al de Turquía.

## Clasificación
| Competición           | Fecha                                  | Sede                                            | Plazas | Equipos clasificados                              |
| --------------------- | -------------------------------------- | ----------------------------------------------- | ------ | ------------------------------------------------- |
| País anfitrión        | –                                      | –                                               | 1      | Turquía                                           |
| Juegos Olímpicos      | 28 de julio – 11 de agosto de 2012     | Londres ( Gran Bretaña)                         | 1      | Estados Unidos                                    |
| Campeonato Europeo    | 15 – 30 de junio de 2013               | Francia                                         | 5      | España Francia Serbia Bielorrusia República Checa |
| Campeonato de Oceanía | 14 – 18 de agosto de 2013              | Auckland ( Nueva Zelanda) Camberra ( Australia) | 1      | Australia                                         |
| Campeonato Africano   | 20 – 29 de septiembre de 2013          | Maputo ( Mozambique)                            | 2      | Angola Mozambique                                 |
| Campeonato Americano  | 21 – 28 de septiembre de 2013          | Xalapa ( México)                                | 3      | Cuba Canadá Brasil                                |
| Campeonato Asiático   | 27 de octubre – 3 de noviembre de 2013 | Bangkok ( Tailandia)                            | 3      | Japón Corea del Sur China                         |
| TOTAL                 |                                        |                                                 | 16     |                                                   |

## Sedes
| Foto | Grupo      | Ciudad   | Instalación                  | Capacidad |
| ---- | ---------- | -------- | ---------------------------- | --------- |
|      | A y B      | Ankara   | Pabellón Deportivo de Ankara | 10 400    |
|      | C y D      | Estambul | Abdi İpekçi Arena            | 11 000    |
|      | Fase final | Estambul | Ülker Sports Arena           | 15 000    |

## Calendario
| FP | Fase preliminar | 1/8 | Octavos de final | 1/4 | Cuartos de final | 1/2 | Semifinales | F | Finales |

| Septiembre/ octubre de 2014 | 27 Sáb | 28 Dom | 29 Lun | 30 Mar | 01 Mié  | 02 Jue | 03 Vie  | 04 Sáb  | 05 Dom |
| --------------------------- | ------ | ------ | ------ | ------ | ------- | ------ | ------- | ------- | ------ |
| Fase (no. de partidos)      | FP (8) | FP (8) | —      | FP (8) | 1/8 (4) | —      | 1/4 (4) | 1/2 (4) | F (4)  |

## Grupos
| Grupo A         | Grupo B    | Grupo C       | Grupo D        |
| --------------- | ---------- | ------------- | -------------- |
| Brasil          | Canadá     | Australia     | Angola         |
| República Checa | Francia    | Bielorrusia   | China          |
| Japón           | Mozambique | Cuba          | Serbia         |
| España          | Turquía    | Corea del Sur | Estados Unidos |

## Primera fase
- Todos los partidos en la hora local de Turquía (UTC+3).

El primero de cada grupo clasifica directamente para los cuartos de final, el segundo y tercero disputan primero una ronda de clasificación a cuartos.

### Grupo A
| Equipo          | J | G | P | PF  | PC  | DP  | PTS |
| --------------- | - | - | - | --- | --- | --- | --- |
| España          | 3 | 3 | 0 | 224 | 149 | +75 | 6   |
| República Checa | 3 | 2 | 1 | 182 | 179 | +3  | 5   |
| Brasil          | 3 | 1 | 2 | 190 | 207 | -17 | 4   |
| Japón           | 3 | 0 | 3 | 163 | 224 | -61 | 3   |

- Resultados

| Fecha | Hora  | Partido¹        | Partido¹ | Partido¹        | Resultado |
| ----- | ----- | --------------- | -------- | --------------- | --------- |
| 27.09 | 16:15 | Japón           | -        | España          | 50-74     |
| 27.09 | 21:15 | Brasil          | -        | República Checa | 55-68     |
| 28.09 | 16:15 | República Checa | -        | Japón           | 71-57     |
| 28.09 | 21:15 | España          | -        | Brasil          | 83-56     |
| 30.09 | 14:00 | Brasil          | -        | Japón           | 79-56     |
| 30.09 | 16:15 | España          | -        | República Checa | 67-43     |

- (¹) – Todos en Ankara.

### Grupo B
| Equipo     | J | G | P | PF  | PC  | DP  | PTS |
| ---------- | - | - | - | --- | --- | --- | --- |
| Turquía    | 3 | 3 | 0 | 169 | 146 | +23 | 6   |
| Francia    | 3 | 2 | 1 | 200 | 164 | +46 | 5   |
| Canadá     | 3 | 1 | 2 | 172 | 172 | 0   | 4   |
| Mozambique | 3 | 0 | 3 | 153 | 222 | -69 | 3   |

- Resultados

| Fecha | Hora  | Partido¹   | Partido¹ | Partido¹   | Resultado |
| ----- | ----- | ---------- | -------- | ---------- | --------- |
| 27.09 | 14:00 | Mozambique | -        | Canadá     | 54-69     |
| 27.09 | 19:00 | Turquía    | -        | Francia    | 50-48     |
| 28.09 | 14:00 | Francia    | -        | Mozambique | 89-45     |
| 28.09 | 19:00 | Canadá     | -        | Turquía    | 44-55     |
| 30.09 | 19:00 | Mozambique | -        | Turquía    | 64-54     |
| 30.09 | 21:15 | Francia    | -        | Canadá     | 63-59     |

- (¹) – Todos en Ankara.

### Grupo C
| Equipo        | J | G | P | PF  | PC  | DP   | PTS |
| ------------- | - | - | - | --- | --- | ---- | --- |
| Australia     | 3 | 3 | 0 | 264 | 156 | +108 | 6   |
| Bielorrusia   | 3 | 2 | 1 | 185 | 220 | -35  | 5   |
| Cuba          | 3 | 1 | 2 | 199 | 237 | -18  | 4   |
| Corea del Sur | 3 | 0 | 3 | 175 | 230 | -55  | 3   |

- Resultados

| Fecha | Hora  | Partido¹      | Partido¹ | Partido¹      | Resultado |
| ----- | ----- | ------------- | -------- | ------------- | --------- |
| 27.09 | 14:15 | Cuba          | -        | Australia     | 57-90     |
| 27.09 | 16:30 | Corea del Sur | -        | Bielorrusia   | 64-70     |
| 28.09 | 14:15 | Australia     | -        | Corea del Sur | 87-54     |
| 28.09 | 19:15 | Bielorrusia   | -        | Cuba          | 70-69     |
| 30.09 | 16:30 | Australia     | -        | Bielorrusia   | 87-45     |
| 30.09 | 19:15 | Corea del Sur | -        | Cuba          | 57-73     |

- (¹) – Todos en Estambul.

### Grupo D
| Equipo         | J | G | P | PF  | PC  | DP   | PTS |
| -------------- | - | - | - | --- | --- | ---- | --- |
| Estados Unidos | 3 | 3 | 0 | 300 | 174 | +126 | 6   |
| Serbia         | 3 | 2 | 1 | 241 | 199 | +42  | 5   |
| China          | 3 | 1 | 2 | 184 | 191 | -7   | 4   |
| Angola         | 3 | 0 | 3 | 125 | 286 | -161 | 3   |

- Resultados

| Fecha | Hora  | Partido¹       | Partido¹ | Partido¹       | Resultado |
| ----- | ----- | -------------- | -------- | -------------- | --------- |
| 27.09 | 19:15 | Serbia         | -        | Angola         | 102-42    |
| 27.09 | 21:30 | China          | -        | Estados Unidos | 56-87     |
| 28.09 | 16:30 | Angola         | -        | China          | 39-65     |
| 28.09 | 21:30 | Estados Unidos | -        | Serbia         | 94-74     |
| 30.09 | 14:15 | Serbia         | -        | China          | 65-63     |
| 30.09 | 21:30 | Estados Unidos | -        | Angola         | 119-44    |

- (¹) – Todos en Estambul.

## Fase final
- Todos los partidos en la hora local de Turquía (UTC+3).

|  | Clasif. a cuartos | Clasif. a cuartos |                 |                | Cuartos de final | Cuartos de final |         |              | Semifinales  | Semifinales  |  |  | Final        | Final        |
|  | 1 de octubre      | 1 de octubre      |                 |                | 3 de octubre     | 3 de octubre     |         |              | 4 de octubre | 4 de octubre |  |  | 5 de octubre | 5 de octubre |
|  |                   |                   |                 |                |                  |                  |         |              |              |              |  |  |              |              |
|  |                   |                   |                 |                |                  |                  |         |              |              |              |  |  |              |              |
|  |                   |                   |                 |                |                  |                  |         |              |              |              |  |  |              |              |
|  | España            | 71                |                 |                |                  |                  |         |              |              |              |  |  |              |              |
|  | España            | 71                | Bielorrusia     | 67             |                  |                  |         |              |              |              |  |  |              |              |
|  |                   | China             | Bielorrusia     | 67             | 55               |                  |         |              |              |              |  |  |              |              |
|  | China             | China             | 72              |                | 55               | España           | 66      |              |              |              |  |  |              |              |
|  | China             |                   | 72              |                |                  | España           | 66      |              |              |              |  |  |              |              |
|  |                   |                   |                 | Turquía        | 56               |                  |         |              |              |              |  |  |              |              |
|  | Turquía           | 62                |                 | Turquía        | 56               |                  |         |              |              |              |  |  |              |              |
|  | Turquía           | 62                | Serbia          | 86             |                  |                  |         |              |              |              |  |  |              |              |
|  |                   | Serbia            | Serbia          | 86             | 61               |                  |         |              |              |              |  |  |              |              |
|  | Cuba              | Serbia            | 79              |                | 61               | España           | 64      |              |              |              |  |  |              |              |
|  | Cuba              |                   | 79              |                |                  | España           | 64      |              |              |              |  |  |              |              |
|  |                   |                   |                 | Estados Unidos | 77               |                  |         |              |              |              |  |  |              |              |
|  | Australia         | 63                |                 | Estados Unidos | 77               |                  |         |              |              |              |  |  |              |              |
|  | Australia         | 63                | República Checa | 71             |                  |                  |         |              |              |              |  |  |              |              |
|  |                   | Canadá            | República Checa | 71             | 52               |                  |         |              |              |              |  |  |              |              |
|  | Canadá            | Canadá            | 91              |                | 52               | Australia        | 70      | Tercer lugar | Tercer lugar |              |  |  |              |              |
|  | Canadá            |                   | 91              |                |                  | Australia        | 70      | Tercer lugar | Tercer lugar |              |  |  |              |              |
|  |                   |                   |                 | Estados Unidos | 82               |                  |         |              |              |              |  |  |              |              |
|  | Estados Unidos    | 94                |                 | Estados Unidos | 82               |                  |         |              |              |              |  |  |              |              |
|  | Estados Unidos    | 94                | Francia         | 61             |                  |                  | Turquía | 44           |              |              |  |  |              |              |
|  |                   | Francia           | Francia         | 61             | 72               |                  | Turquía | 44           |              |              |  |  |              |              |
|  | Brasil            | Francia           | 48              |                | 72               | Australia        | 74      |              |              |              |  |  |              |              |
|  | Brasil            |                   | 48              |                |                  | Australia        | 74      |              |              |              |  |  |              |              |

### Partidos de clasificación
5.º a 8.º lugar
| Fecha | Hora  | Partido¹ | Partido¹ | Partido¹ | Resultado |
| ----- | ----- | -------- | -------- | -------- | --------- |
| 04.10 | 14:00 | China    | -        | Serbia   | 85-69     |
| 04.10 | 16:15 | Canadá   | -        | Francia  | 55-40     |

- (¹) – En Estambul.

Séptimo lugar
| Fecha | Hora  | Partido¹ | Partido¹ | Partido¹ | Resultado |
| ----- | ----- | -------- | -------- | -------- | --------- |
| 05.10 | 14:00 | Serbia   | -        | Francia  | 74-88     |

- (¹) – En Estambul.

Quinto lugar
| Fecha | Hora  | Partido¹ | Partido¹ | Partido¹ | Resultado |
| ----- | ----- | -------- | -------- | -------- | --------- |
| 05.10 | 16:15 | China    | -        | Canadá   | 53-61     |

- (¹) – En Estambul.

### Clasificación a cuartos de final
| Fecha | Hora  | Partido¹        | Partido¹ | Partido¹ | Resultado |
| ----- | ----- | --------------- | -------- | -------- | --------- |
| 01.10 | 16:15 | República Checa | -        | Canadá   | 71-91     |
| 01.10 | 19:00 | Francia         | -        | Brasil   | 61-48     |
| 01.10 | 19:15 | Bielorrusia     | -        | China    | 67-72     |
| 01.10 | 21:30 | Serbia          | -        | Cuba     | 86-79     |

- (¹) – Los primeros dos en Ankara y los dos últimos en Estambul.

### Cuartos de final
| Fecha | Hora  | Partido¹       | Partido¹ | Partido¹ | Resultado |
| ----- | ----- | -------------- | -------- | -------- | --------- |
| 03.10 | 14:00 | Australia      | -        | Canadá   | 63-52     |
| 03.10 | 16:15 | España         | -        | China    | 71-55     |
| 03.10 | 19:00 | Turquía        | -        | Serbia   | 62-61     |
| 03.10 | 21:15 | Estados Unidos | -        | Francia  | 94-72     |

- (¹) – Todos en Estambul.

### Semifinales
| Fecha | Hora  | Partido¹  | Partido¹ | Partido¹       | Resultado |
| ----- | ----- | --------- | -------- | -------------- | --------- |
| 04.10 | 19:00 | España    | -        | Turquía        | 66-56     |
| 04.10 | 21:15 | Australia | -        | Estados Unidos | 70-82     |

- (¹) – En Estambul.

### Tercer lugar
| Fecha | Hora  | Partido¹ | Partido¹ | Partido¹  | Resultado |
| ----- | ----- | -------- | -------- | --------- | --------- |
| 05.10 | 19:00 | Turquía  | -        | Australia | 44-74     |

- (¹) – En Estambul.

### Final
| Fecha | Hora  | Partido¹ | Partido¹ | Partido¹       | Resultado |
| ----- | ----- | -------- | -------- | -------------- | --------- |
| 05.10 | 21:15 | España   | -        | Estados Unidos | 64-77     |

- (¹) – En Estambul.

## Medallero
| Estados Unidos | España | Australia |
| Seimone Augustus Sue Bird Tina Charles Candice Dupree Brittney Griner Angel McCoughtry Maya Moore Nneka Ogwumike Odyssey Sims Breanna Stewart Diana Taurasi Lindsay Whalen | Anna Cruz Silvia Domínguez Laura Gil Sancho Lyttle Nuria Martínez Laura Nicholls Laia Palau Lucila Pascua Leonor Rodríguez Leticia Romero Alba Torrens Marta Xargay | Rebecca Allen Natalie Burton Cayla Francis Laura Hodges Rachel Jarry Tessa Lavey Leilani Mitchell Erin Phillips Gabrielle Richards Belinda Snell Penny Taylor Marianna Tolo |
| Geno Auriemma (seleccionador) | Lucas Mondelo (seleccionador) | Brendan Joyce (seleccionador) |

## Estadísticas

### Clasificación general
| 1. Estados Unidos  |
| 2. España          |
| 3. Australia       |
| 4. Turquía         |
| 5. Canadá          |
| 6. China           |
| 7. Francia         |
| 8. Serbia          |
| 9. República Checa |
| 10. Bielorrusia    |
| 11. Cuba           |
| 12. Brasil         |
| 13. Corea del Sur  |
| 14. Japón          |
| 15. Mozambique     |
| 16. Angola         |

### Máximas anotadoras
| N.º | Nombre         | Selección      | Puntos | Pts./partido | Partidos jugados |
| --- | -------------- | -------------- | ------ | ------------ | ---------------- |
| 1   | Sancho Lyttle  | España         | 109    | 18,2         | 6                |
| 2   | Yamara Amargo  | Cuba           | 64     | 16,0         | 4                |
| 3   | Alba Torrens   | España         | 93     | 15,5         | 6                |
| 4   | Maya Moore     | Estados Unidos | 92     | 15,3         | 6                |
| 5   | Sandrine Gruda | Francia        | 88     | 14,7         | 6                |

Fuente:  Archivado el 24 de marzo de 2015 en Wayback Machine.

### Equipo más anotador
| N.º | Equipo         | Puntos | Pts./partido | Partidos jugados |
| --- | -------------- | ------ | ------------ | ---------------- |
| 1   | Estados Unidos | 553    | 92,2         | 6                |
| 2   | Australia      | 471    | 78,5         | 6                |
| 3   | Serbia         | 531    | 79,5         | 7                |
| 4   | España         | 425    | 70,8         | 6                |
| 5   | Cuba           | 278    | 69,5         | 4                |

Fuente: 